# Odina Bayramova
Odina Bayramova est une joueuse de volley-ball azérie d'origine ouzbèke, née le 25 mai 1990 à Navoï (Ouzbékistan). Elle mesure 1,86 m et joue au poste de réceptionneuse-attaquante.

## Clubs
| Club                        | De        | À         |
| --------------------------- | --------- | --------- |
| Şahdağ-Şirvan VK            | 2010-2011 | 2010-2011 |
| VK Bakı                     | 2011-2011 | 2011-2011 |
| Azerrail Bakou              | 2011-2012 | 2011-2012 |
| Azəryol Bakou               | 2012-2013 | 2014-2015 |
| Azerrail Bakou              | 2015-2016 | 2015-2016 |
| Azzurra Volley San Casciano | 2016-2017 | 2016-2017 |
| Seramiksan SK               | 2017-2018 | 2017-2018 |
| Chieri '76                  | 2018-2019 | 2018-2019 |
| Jakarta Pertamina Energi    | jan 2020  | …         |

## Palmarès

### Équipe nationale
- Ligue européenne
  - Vainqueur : 2016.

### Clubs
- Championnat d'Azerbaïdjan
  - Vainqueur : 2016.
  - Finaliste : 2014.
- Championnat d'Indonésie
  - Vainqueur : 2020.